# Azal Branco
Die Weißweinsorte Azal Branco ist eine autochthone Sorte aus Portugal. Sie wird dort auf über 3.080 Hektar angebaut; empfohlen ist sie im Tal des Douro und zugelassen ist sie für die Regionen Beira Interior Norte und Beira Interior Sul.
Sie erbringt einen säuregeprägten, an Riesling erinnernden Wein mit sehr spezifischem Sortenbukett. Verwendung findet der Wein in der Gegend um Basto, Penafiel und Amarante im weißen Vinho Verde.
Neben der Sorte Azal Branco gehören noch die Sorten Azal Alberto, Azal Acedo, Azal Doce, Azal Preto und Azal Tinto zur Familie der Azal.

## Ampelographische Sortenmerkmale
In der Ampelographie wird der Habitus folgendermaßen beschrieben:
- Die weißen, wolligen Triebspitzen zeigen leicht karminrote Ansätze (Anthocyanflecken). Die jungen Blätter sind auf der Blattoberfläche (auch Spreite genannt) blasig und an den Unterseiten wollig.
- Die ausgewachsenen, dreilappigen Blätter sind mittelgroß und ringförmig. Die Stielbucht ist U-förmig. An den Unterseiten sind die Blätter flaumig. Ihre Ränder sind mit kleinen eckigen Zähnen besetzt.
- Die mittelgroßen, gelblich-grünen Trauben haben eine zylindrische bis konische Form. Sie sind kompakt. Die leicht ellipsenförmigen Beeren sind mittelgroß. Sie sind durch den Druck der Nachbarbeeren häufig verformt.

Azal Branco ist eine Varietät der Edlen Weinrebe (Vitis vinifera). Sie besitzt zwittrige Blüten und ist somit selbstfruchtend. Beim Weinbau wird der ökonomische Nachteil vermieden, keinen Ertrag liefernde, männliche Pflanzen anbauen zu müssen.

## Synonyme
Die Rebsorte Azal Branco ist auch unter den Synonymen Asal Branco, Azal Bianco, Asal da Lixa oder Azal da Lixa, Carvalha, Espinheira, Gadelhudo und Pinheira bekannt.